# Punta Martìn
Punta Martìn  1001 m s.l.m. (o Punta Martin), è un rilievo appenninico della provincia di Genova. Poco lontano dalla cima, direzione est, si trova il monte Penello (o Pennello) ove sono presenti due piccoli bivacchi incustoditi.
Dalla sua cima si gode di un ampio colpo d'occhio sui quartieri genovesi di Pra', Voltri e sulla Riviera Ligure di Ponente fino al promontorio di Capo Mele.

## Posizione

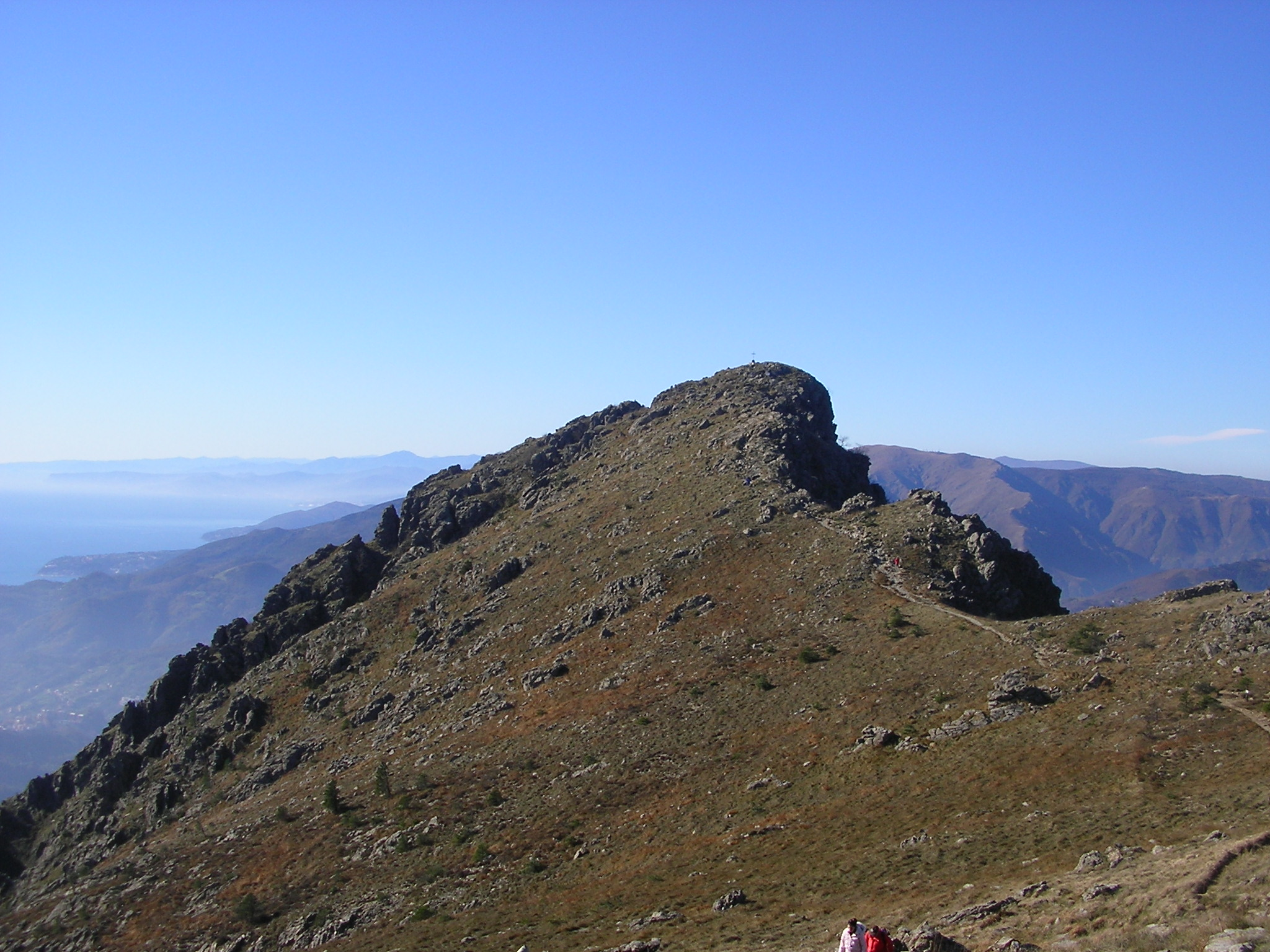
Punta Martìn vista dal monte Penello

Punta Martìn si trova nell'entroterra di Genova Pra', nella regione montuosa che la popolazione locale, con orgoglio, definisce "Alpi Praiesi", e si erge a nord-est dell'abitato dell'Acquasanta. Amministrativamente gran parte di questo rilievo, inclusa la vetta, rientra nei confini amministrativi del comune di Genova, tuttavia il crinale - che dal letto del rio omonimo si sviluppa fino all'anticima ovest, attraverso Cima Legea e Rocca Calù - si trova amministrativamente nel comune di Mele: in particolare, proprio l'anticima ovest (933 m s.l.m.) costituisce il punto altimetricamente più elevato del territorio amministrativo di questa municipalità.

## Caratteristiche
Il rilievo ha forma di piramide rocciosa ed è posto sul versante sud-ovest del massiccio ofiolitico del monte Penello (o Pennello) del quale costituisce la massima elevazione; la sua mole, piuttosto imponente, dal momento che si sviluppa per circa 800 m di dislivello, domina le valli del rio Baiardetta e del rio Martin oltre la località di Acquasanta e il suo santuario. 

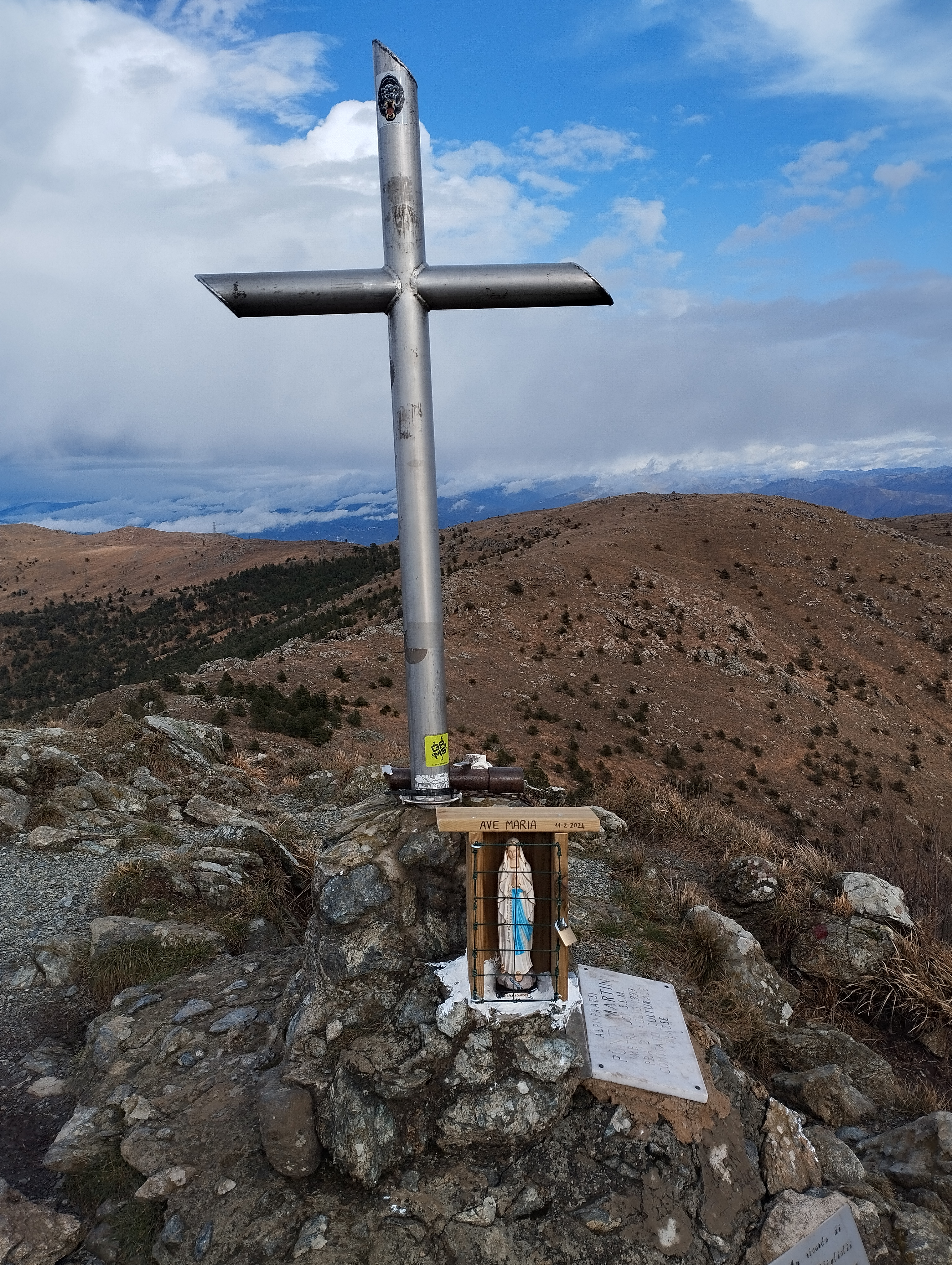
La Croce e la Madonnina di Vetta (11 febbraio 2024)

Nonostante la vetta si trovi a meno di 7 km in linea d'aria dal mare, i suoi ripidi fianchi sono caratterizzati da un aspetto selvaggio e insolitamente alpestre. Dalla vetta nelle prime ore del mattino, in giornate serene e ventilate soprattutto invernali, in direzione sud si scorge agevolmente la Corsica.
Sul fianco sinistro del rio Baiardetta è presente un'ardita bastionata rocciosa già palestra di roccia degli alpinisti genovesi.

## Accesso
La vetta rappresenta una delle mete più amate dagli escursionisti genovesi. Tra i sentieri che conducono alla vetta, molto panoramica la via che parte dalla stazione ferroviaria di Genova Acquasanta posta sulla ferrovia Asti-Genova, che è anche il percorso più breve e il più scosceso. E' considerato di una difficoltà escursionistica EE.
Altri sentieri salgono dalle delegazioni di Pra' e di Pegli, o con meno pendenza, hanno inizio dal Passo del Turchino e dai Piani di Praglia (Alta Via dei Monti Liguri); altra via di media pendenza si diparte da San Carlo di Cese, nell'entroterra di Pegli.
In particolare, il tracciato che ha inizio al passo di Praglia (865 m) è forse il più semplice e frequentato: si svolge su comoda carrareccia fino al monte Penello, ormai a breve distanza dalla meta, quindi su sentiero evidente fino alla vetta, sormontata da una croce posata dalla Sottosezione CAI di Genova Sampierdarena; l'itinerario richiede il superamento di circa 250 m di dislivello (comprese alcune modeste perdite di quota), per una lunghezza di 13 km circa, ritorno compreso: la sola salita necessita di circa 2 ore di cammino.

## Tutela naturalistica
La montagna e l'area circostante fanno parte del SIC (Sito di importanza comunitaria) denominato Praglia - Pracaban - Monte Leco - Punta Martin (codice: IT1331501).

## Bibliografia

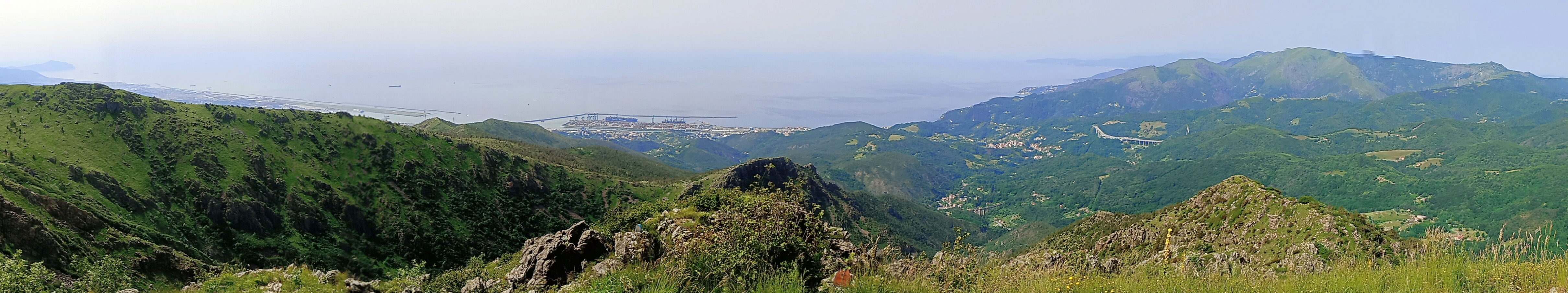
Panorama verso sud, al centro il Porto di Pra'
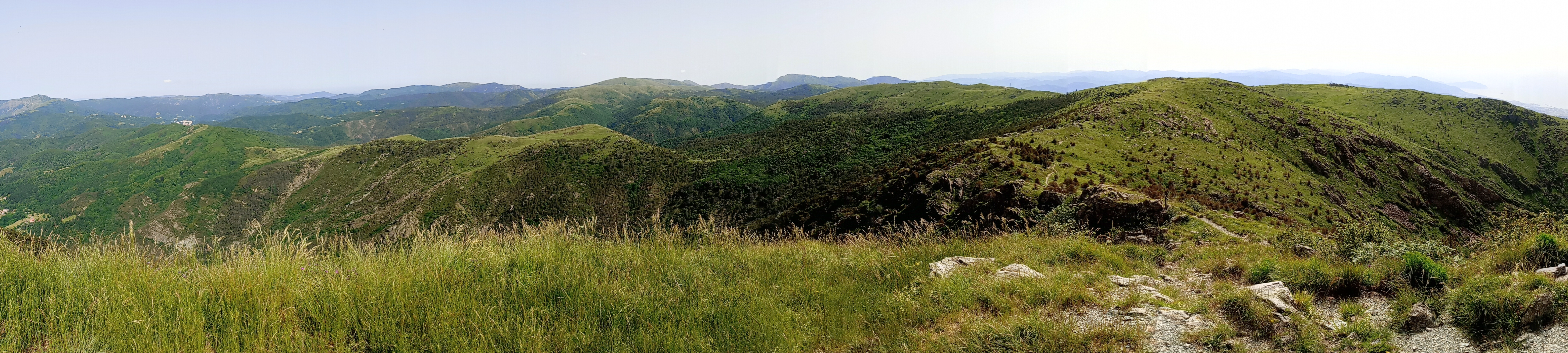
Panorama verso nord, a destra il Monte Penello